# 岩根桥站
岩根桥站（日语：／ Iwanebashi eki */?）位于岩手县远野市宫守町下宫守，是东日本旅客铁道（JR東日本）管辖的釜石线上的鐵路車站。

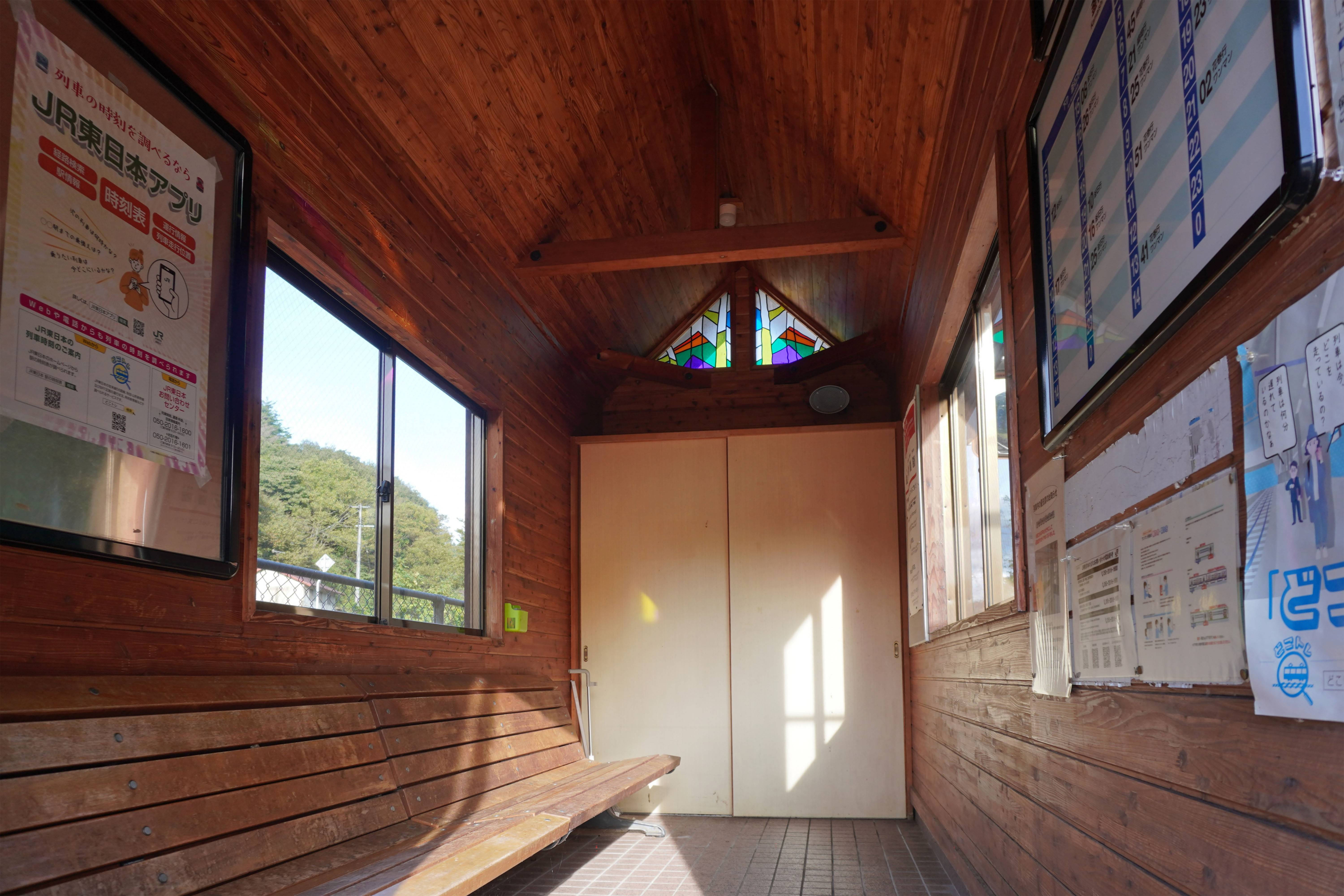
候車室内（2023年10月）

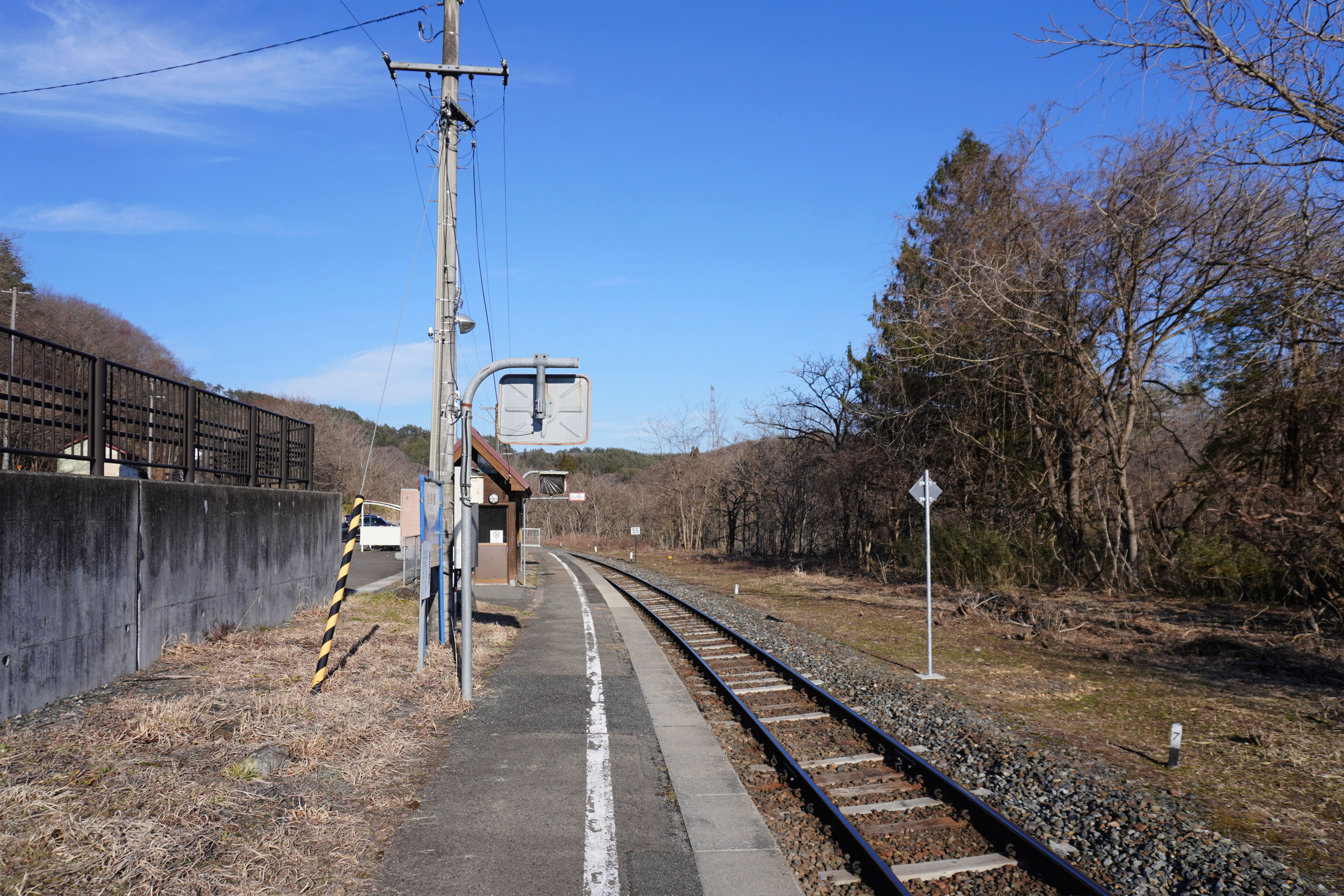
月台（2024年3月）

## 历史
- 1914年12月15日 - 作为岩手轻便铁道终点站投入运营[3]。
- 1915年11月23日 - 线路向岩根桥站延伸，成为中间站，岩手轻便铁道全线贯通[3]。
- 1936年8月1日 - 岩手轻便铁道国有化，成为国铁釜石线车站[3]。
- 1943年9月20日 - 轨距改为1,067mm[3]。
- 1944年10月11日 - 随着釜石东线开业，线路名改为釜石西线[3]。
- 1950年10月10日 - 国铁釜石线全部贯通，在此成为釜石线车站[3]。
- 1985年3月14日 - 停止办理货运业务。
- 1987年4月1日 - 国铁分割民营化后成为JR东日本车站。
- 2017年4月1日 - 随着花卷站业务委托化，北上站管辖。

## 车站结构
侧式站台1台1线的地上车站。
北上站管理的无人站。

## 其他
- 世界语站名：Fervojponto（铁路桥）。

## 相鄰車站
東日本旅客鐵道（JR東日本）
□快速「濱百合」
通过
■普通
晴山－岩根桥－宫守